# HD 188015 b
HD 188015 b는 2005년 캘리포니아 카네기 행성 탐사팀이 발견 사실을 발표한 외계 행성이다. 기존에 발견된 다른 외계 행성들과 마찬가지로 HD 188015 b는 시선속도법을 이용하여 발견되었다.
이 행성의 최소 질량은 목성의 1.25배이다. 항성을 약간 찌그러진 궤도를 돌면서 도는데, 평균 거리는 지구와 태양 거리보다 20퍼센트 정도 더 멀다.
안정성 분석에 따르면 HD 188015 b의 트로이 지점에 지구 질량의 천체가 있을 경우 궤도가 망가짐이 없이 오랜 기간에 걸쳐 안정적인 공전을 할 수 있다고 한다.
b는(만약 위성이나 트로이 행성이 있을 경우 함께) 궤도 전체가 생명체 거주가능 영역 범위 내에 있게 된다. 이 범위 내 암석 천체에는 물이 액체 상태로 존재 가능하고, 그 경우 생명체가 싹틀 환경이 조성될 수도 있다. 다만 어머니 항성 HD 188015는 주계열성으로의 생명이 거의 끝나가는 지점에 있으며, 중심핵의 수소를 모두 태운 후 급격히 적색 거성으로 진화할 것이다. 따라서 b의 위성이나 트로이 행성에 생명체가 살고 있더라도, 급격히 뜨거워지는 어머니 항성은 행성의 모든 생명체를 전멸시킬 것이다.

## 참고 문헌
- Marcy;  외. (2005). “Five New Extrasolar Planets”. 《The Astrophysical Journal》 (영어) 619: 570–584. doi:10.1086/426384. 2012년 2월 16일에 원본 문서에서 보존된 문서. 2009년 7월 4일에 확인함.
- Butler;  외. (2006). “Catalog of Nearby Exoplanets”. 《The Astrophysical Journal》 (영어) 646 (1): 505–522. doi:10.1086/504701. 2019년 12월 7일에 원본 문서에서 보존된 문서. 2009년 7월 4일에 확인함.
- Raghavan;  외. (2006). “Two Suns in The Sky: Stellar Multiplicity in Exoplanet Systems”. 《The Astrophysical Journal》 (영어) 646 (1): 523–542. doi:10.1086/504823. 2020년 4월 28일에 원본 문서에서 보존된 문서. 2009년 7월 4일에 확인함.